# 4Q156
4Q156 ist die Bezeichnung einer fragmentarisch erhaltenen Handschrift aus Qumran. 4Q bezeichnet Höhle Nr. 4 von Qumran, in der die Fragmente gefunden wurden, 156 ist eine fortlaufende Nummer.
Das Fragment enthält die Verse 12–15 und 18–21 des 16. Kapitels des Buches Leviticus in aramäischer Sprache. Aufgrund paläographischer Vergleiche kann das Fragment in das ausgehende 2. vorchristliche Jahrhundert datiert werden. Es ist damit der älteste erhaltene Targum.
Sprachlich auffällig ist die Verwendung der Wurzel כסי zur Übersetzung des hebräischen Wortes כפרת (Kapporet), welches in späteren Targumim nicht übersetzt, sondern als aramaisiertes hebräisches Lehnwort (כפרתא) wiedergegeben wird.